# Bisdom Kafanchan
Het bisdom Kafanchan (Latijn: Dioecesis Kafancana) is een rooms-katholiek bisdom met als zetel de stad Kafanchan in Nigeria. Het bisdom is suffragaan aan het aartsbisdom Kaduna.

## Geschiedenis
Het bisdom werd opgericht op 10 juli 1995, uit gebied van de aartsbisdommen Jos en Kaduna. 

## Parochies
In 2019 telde het bisdom 51 parochies. Het bisdom had in 2019 een oppervlakte van 14.860 km2 en telde 1.737.700 inwoners waarvan 19,4% rooms-katholiek was.

## Bisschoppen
- Joseph Danlami Bagobiri (10 juli 1995 - 27 februari 2018)
- Julius Yakubu Kundi (12 december 2019 - heden)

Kaduna (aartsbisdom) · Kafanchan · Kano · Kontagora · Minna · Sokoto · Zaria